# Boavida Ribeiro

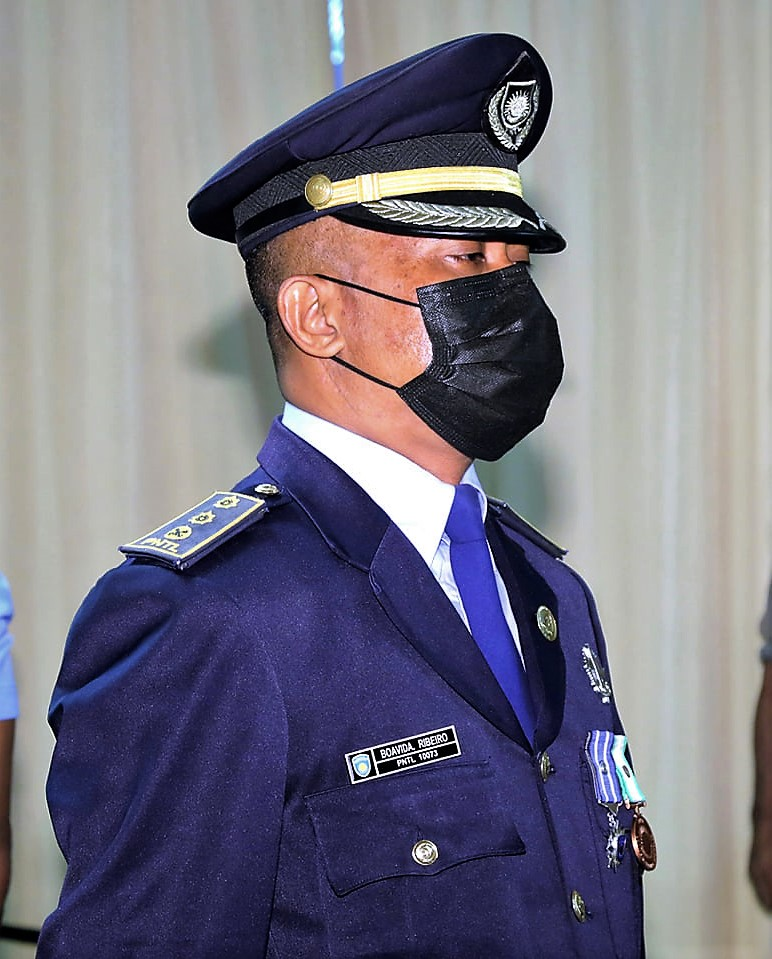
Boavida Ribeiro bei seiner Vereidigung zum Chef des SIP (2021)

Boavida Bobby Ribeiro ist seit 2000 Beamter der Nationalpolizei Osttimors (PNTL), im Range eines Superintendente. Am 1. Juni 2021 wurde er als Nachfolger von Hermenegildo da Cruz zum neuen Chef des Serviço de Informações de Polícia (SIP) ernannt, des Nachrichtendienstes der Polizei. Zuvor war Ribeiro unter anderem stellvertretender Leiter des Serviço de Migração de Timor-Leste (Einwanderungsbehörde), dann ab 2011 Leiter der Abteilung der kommunalen Polizei (Unidade Polisiamentu Komunitária), Generaldirektor des Serviço de Migração de Timor-Leste (um 2014, bis 2019) und schließlich stellvertretender Leiter des Schulungszentrums der Polizei (Sentru Formasaun Polísia).